# Senotainia brasiliensis
Senotainia brasiliensis är en tvåvingeart som först beskrevs av Townsend 1929.  Senotainia brasiliensis ingår i släktet Senotainia och familjen köttflugor. Inga underarter finns listade i Catalogue of Life.